# Битва у Серро-Корі

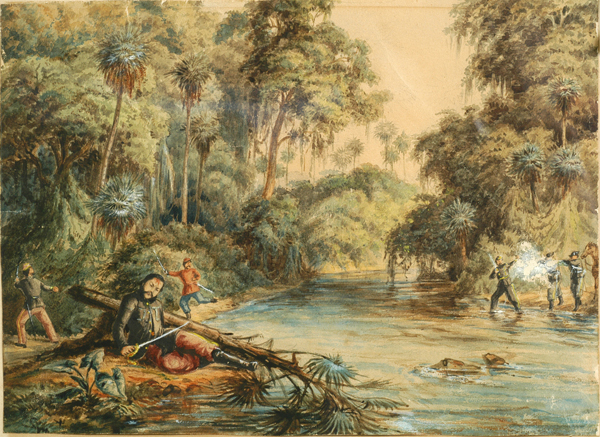
Смерть Франсіско Солано Лопеса на березі Аквідабану, картина Адольфо Метфесселя

Битва при Серро-Кора́ (ісп. Combate de Cerro Corá ісп. вимова: [ˈsero koˈɾa], порт. Batalha de Cerro Corá, від гуарані: Cerro Corá — «укриття між пагорбами») — остання битва війни Потрійного Альянсу, що відбулася 1 березня 1870 року у парагвайській місцевості Серро-Кора (департамент Амамбай). У битві загинув парагвайський диктатор та командувач Франсиско Солано Лопес, що відзначило кінець війни.